# Raphael Mechoulam
Raphael Mechoulam (em hebraico:  רפאל משולם, em búlgaro:  Рафаел Мешулам; 5 de novembro de 1930 – 9 de março de 2023) foi um químico orgânico israelense nascido na Bulgária e professor do Departamento de Materiais Naturais da Escola de Farmácia da Faculdade de Medicina da Universidade Hebraica de Jerusalém. Mechoulam serviu como Reitor da universidade de 1979 a 1982. Ele foi eleito para a Academia de Ciências e Humanidades de Israel em 1994 e atuou como presidente científico de 2007 a 2013. Ele recebeu o Prêmio Israel de Pesquisa Química em 2000 e o Prêmio Harvey para 2019-2020.
Conhecido como o "pai da ciência canábica", Mechoulam é mais conhecido por seu trabalho (junto com Y. Gaoni) no isolamento do tetrahidrocanabinol, ou THC, o principal princípio ativo da cannabis. Ele também teve sucesso no isolamento e identificação dos canabinoides endógenos anandamida do cérebro e 2-araquidonoil glicerol, ou 2-AG, de órgãos periféricos. Seu trabalho levou à descoberta do sistema endocanabinoide, que tem efeitos em muitos aspectos importantes da saúde humana.

## Biografia
Mechoulam nasceu em Sófia, na Bulgária, em 5 de novembro de 1930, em uma família judia sefardita. Ambos os pais eram bem-educados: o pai era médico e chefe de um hospital local e a mãe estudou em Berlim. Ele frequentou uma escola primária americana na capital búlgara até a promulgação de leis antissemitas e o início da Segunda Guerra Mundial. A escola foi fechada. Os pais de Mechoulam deixaram Berlim, mudando-se para uma pequena aldeia nos Bálcãs, onde esperavam estar mais seguros. Apesar de ser o único médico da região, o pai de Mechoulam foi posteriormente enviado para um campo de concentração, ao qual sobreviveu. Após a tomada comunista da até então pró-alemã Bulgária em 1944, ele estudou engenharia química.
Em 1949, sua família imigrou para Israel onde mais tarde estudou química. Mechoulam recebeu seu mestrado em bioquímica pela Universidade Hebraica de Jerusalém em 1952. Durante seu serviço militar no Exército israelense de 1953 a 1956, conduziu pesquisas sobre inseticida. Nos anos de 1956 a 1958, fez seu doutorado no Instituto Weizmann de Ciência e foi um dos primeiros a receber o título por essa instituição. O tema de sua tese de doutorado foi a síntese de esteroides e foi conduzida sob a orientação de Franz Sondheimer. De 1959 a 1960, fez pós-doutorado no Instituto Rockefeller de Nova Iorque em pesquisa sobre a estrutura dos terpenos. De 1960 a 1965, trabalhou como pesquisador no Instituto Weizmann e estudou a química de substâncias naturais, incluindo canabinoides, terpenos e alcaloides.
Em 1966, Mechoulam ingressou no corpo docente da Universidade Hebraica de Jerusalém. Em 1967, recebeu uma bolsa de pesquisa do Instituto de Saúde Mental dos Estados Unidos para continuar sua pesquisa sobre haxixe. Em 1968, foi nomeado professor associado e, em 1972, professor titular na Universidade Hebraica. Em 1975, foi nomeado para a cátedra Lionel Jacobson de química medicinal. De 1979 a 1982, Mechoulam serviu como reitor da Universidade Hebraica e, de 1983 a 1985, como pró-reitor. Em 1982, foi professor visitante na Universidade de Ohio e, em 1993 e 1994, foi professor visitante no Departamento de Farmacologia do Richmond College of Medicine. Em 1994, foi eleito membro da Academia de Ciências e Humanidades de Israel.
Ele foi membro fundador da Associação Internacional de Medicamentos Canabinoides (IACM) e da Sociedade Internacional de Pesquisa em Canabinoides. Ele atuou como presidente da Sociedade Internacional de Pesquisa em Canabinoides de 1999 a 2002 e Presidente do Conselho da Associação Internacional de Medicamentos Canabinoides de 2003 a 2005. De 2007 a 2018, atuou como presidente da Divisão de Ciências Naturais da Academia Nacional de Ciências de Israel.
Mechoulam morreu em 9 de março de 2023, aos 92 anos.

## Pesquisa
O principal interesse científico de Raphael Mechoulam era a química e a farmacologia dos canabinoides. Em 1963, começou a trabalhar nos componentes da planta cannabis, a partir da qual são produzidos o haxixe e a maconha. Embora a cannabis tenha sido a droga ilegal mais utilizada em muitas partes do mundo durante séculos, a sua química e biologia eram desconhecidas, em contraste com a morfina e a cocaína, as outras duas drogas ilegais comuns, que tinham sido isoladas já no século XIX. Embora tenham sido realizadas algumas pesquisas, os componentes psicoativos da cannabis não foram isolados na sua forma pura, e a sua estrutura química não foi explicada.
Com outros membros de seu grupo de pesquisa, incluindo Yehiel Gaoni, Mechoulam elaborou as estruturas e a estereoquímica dos principais canabinoides vegetais canabidiol (CBD, 1963) e tetrahidrocanabinol (THC, 1964) e conseguiu sua síntese total em 1965. Também isolaram, caracterizaram e sintetizaram o canabigerol (CBG, 1964), e mostraram que não era psicoativo. Em 1970, o aluno de doutorado de Mechoulam, Zvi Ben-Zvi, relatou o primeiro isolamento de um metabólito ativo de THC no corpo humano.
Durante a década de 1980, Mechoulam continuou a estudar a estrutura ativa dos canabinoides e começou a trabalhar com médicos em ensaios clínicos com THC e CBD em modelos animais. Em 1987, Mechoulam e A. Abrahamov iniciaram um ensaio clínico com Δ8-THC (um isômero mais estável de Δ9-THC) em crianças submetidas a tratamentos de quimioterapia contra o câncer. A substância preveniu náuseas e vômitos e desde então tem sido usada clinicamente contra náuseas e vômitos em pacientes em quimioterapia. Em 1989, Mechoulam estabeleceu o conceito de que a atividade do estilo THC depende de uma estrutura estereoespecífica tridimensional. Esta distinção é um dos fatores que levou à descoberta (por outros grupos) de um receptor canabinoide específico conhecido como CB1.
Mechoulam iniciou um projeto de pesquisa que levou ao isolamento da primeira anandamida endocanabinoide descrita (N-araquidonoil-etanolamina, AEA) em 1992. A anandamida, que é um derivado de ácido graxo, difere em sua estrutura da planta canabinoide e tem o mesmo perfil de atividade do THC. Foi isolado e caracterizado pelos pesquisadores de pós-doutorado William Devane e Lumír Ondřej Hanuš. Outro canabinoide endógeno, 2-araquidonoilglicerol (2-AG), foi descoberto em 1995 por Shimon Ben-Shabat, um de seus alunos de doutorado. Em 2006, o grupo de Mechoulam identificou outro endocanabinoide, araquidonoil L-serina, o qual não está relacionado com os receptores canabinoides conhecidos, mas é provavelmente um ligante endógeno de um novo receptor canabinóide, que causa vasodilatação.
Em 1998, Mechoulam e Ben-Shabat postularam o efeito entourage, a ideia de que uma variedade de metabolitos trabalhando em conjunto pode resultar num aumento da atividade em comparação com canabinoides endógenos individuais. O sistema endocanabinoide é um sistema de neurotransmissão relativamente novo, que influencia uma variedade de funções e sistemas no corpo humano. A descoberta do sistema endocanabinoide e o estudo das suas funções no corpo ajudaram a abrir um novo campo na bioquímica e na investigação do cérebro. A investigação no laboratório de Mechoulam, em colaboração com outros grupos em Israel e no estrangeiro, ajudou a esclarecer a importância dos canabinoides e endocanabinoides da planta em muitos processos fisiológicos e promoveu a investigação sobre a sua possível utilização no tratamento de condições patológicas.
Mechoulam publicou mais de 425 artigos científicos. Ele está listado como cofundador da empresa 180 ciências da vida.